# Орден «Матери-героини»
Орден «Матери-героини» (кирг. «Баатыр эне») — государственная награда Кыргызстана. Учреждён 16 апреля 1996 года законом «Об учреждении государственных наград Кыргызской Республики».

## Статут ордена
Статут ордена и его описание были утверждены 10 июля 1996 года указом президента Кыргызстана. Орденом «Матери-героини» награждаются:
- матери, имеющие и полноценно воспитавшие десять и более детей по достижении десятым ребёнком семи лет и при живых остальных детях;
- матери, дети которых удостоились высшей степени отличия «Герой Киргизской Республики».

24 апреля 2007 года указом президента Кыргызстана в закон «О статуте ордена „Баатыр Эне“» было внесено дополнение. Орденом «Матери-героини» награждаются:
- матери, имеющие и полноценно воспитывающие девять и более детей, — с 1 января 2007 года;
- матери, имеющие и полноценно воспитывающие восемь и более детей, — с 1 января 2008 года;
- матери, имеющие и полноценно воспитывающие семь и более детей, — с 1 января 2009 года.

## Описание ордена
Орден изготавливается из серебра с золотым напылением и представляет собой семилучевую звезду диаметром 52 мм. В центре звезды — накладной диск с синим эмалевым фоном, символизирующим синее безоблачное небо, и белым эмалевым кольцевым обрамлением, на котором помещена надпись «Баатыр эне». На диске выполнено стилизованное изображение тюндюка — символа домашнего очага. Вверху — изображение звезды «Алтын казык». На оборотной стороне выбит номер ордена.

## Первые награждения
Первый указ о награждении многодетных матерей орденом «Баатыр эне» за воспитание достойных граждан был подписан президентом Киргизской Республики А. Акаевым 22 января 1997 года. Этим указом 41 орден «Матери-героини» был вручён матерям из всех регионов страны 7 марта 1997 года.